# Tulaya staudingeri
Tulaya staudingeri là một loài bướm đêm trong họ Crambidae.